# Cheongsan-myeon, Yeoncheon-gun
Cheongsan-myeon (koreanska: 청산면)  är en socken i den norra delen av Sydkorea, 50 km norr om huvudstaden Seoul.  Den ligger i kommunen Yeoncheon-gun i provinsen Gyeonggi.